# Christoffel I. von Isselstein

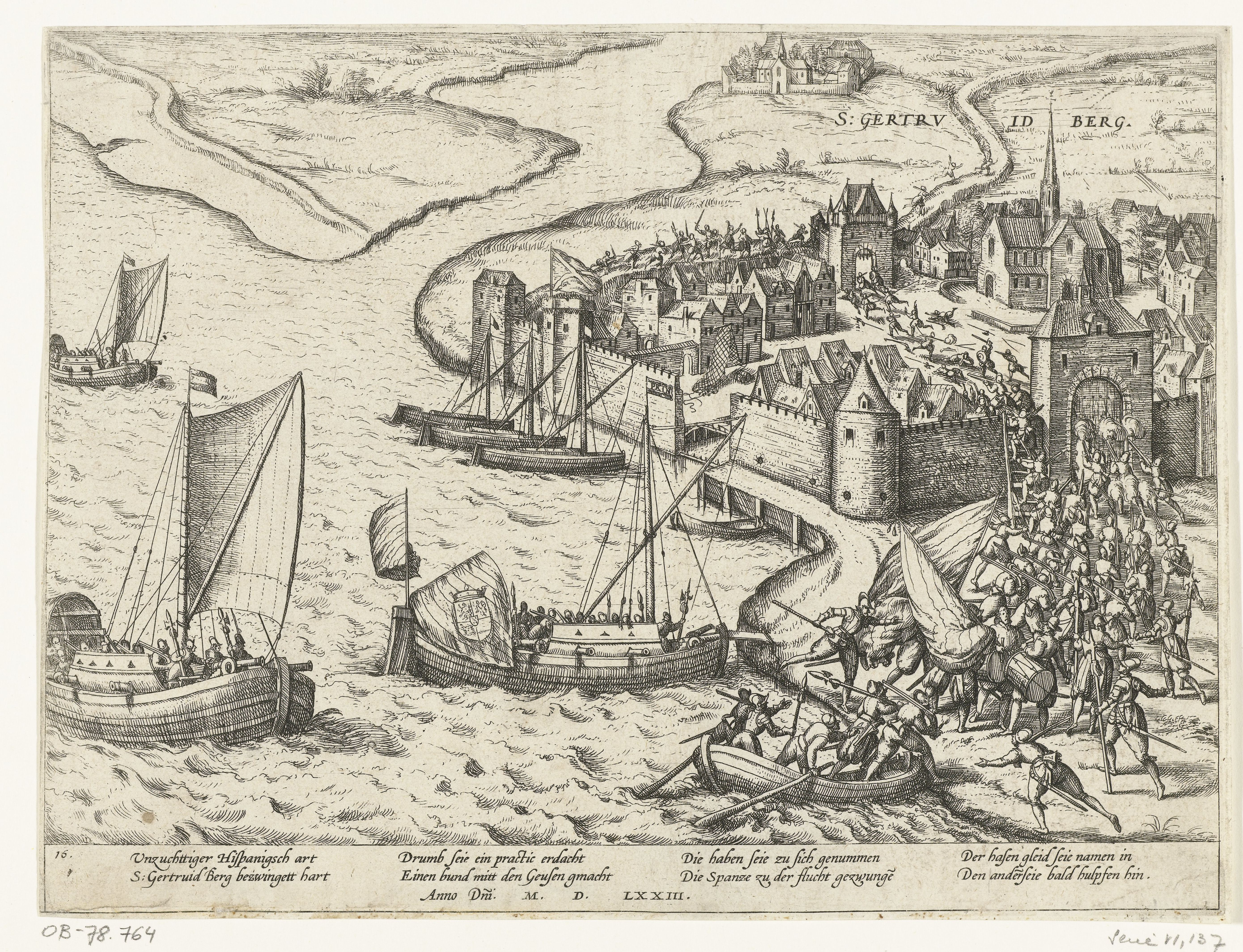
Einnahme von Geertruidenberg durch die Geusen 1572

 Christoffel I. von Isselstein, auch Christoffel van IJsselstein (* um 1546; † 8. Februar 1592), war ein niederländischer Oberst bei den Wassergeusen und 1578 Militärgouverneur von Geertruidenberg.

## Herkunft und Lebenslauf
Er war Sohn des Willem van Egmond / van IJsselstein (* um 1498; † um 1587) aus einer natürlichen Linie des Geschlechts Egmond, Grafen von Buren und Leerdam, Barone IJsselstein, und der Margaretha von Wijngaarden. 1566 war Christoffel einer der Unterzeichner des Eidverbunds der Adligen und Heerführer für Johann von Nassau im Aufstand der Wassergeusen gegen Spanien. Von 1572 bis zu seinem Tod hatte er gute Beziehungen zu Wilhelm von Oranien. Königin Elisabeth I. von England verbot ihm, britisches Territorium zu betreten. Er war Gouverneur der Festungsanlage von Heusden, von Venlo und 1578 Militärgouverneur von Geertruidenberg.
Als Oberst über sechs Feldbanner zog er nach Amsterdam, um die Stadt von den Spaniern zu befreien. Der Stadtrat von Amsterdam war anfangs am Aufstand gegen Spanien nicht beteiligt, schloss sich aber schließlich 1578 an. 1581 ließ sich Isselstein von „denen Herren von Overijssel“ anstiften, die Stadt Goor anzugreifen, die in spanischer Hand war. Dieses Unterfangen endete jedoch unglücklich, und die Angreifer mussten sich ergeben.
Christoffel wohnte in Kranenburg, dann ab 1582 im Schloss Linnep, das er 1584 von Graf Adolf und Gräfin Walburga zu Neuenahr als Pfand bekam. Er starb in Frankreich am 8. Februar 1592, im Dienst des französischen Königs Heinrich IV.

## Familie
Christoffel heiratete 1576 Magdalena von Allendorf (von Altendorpf von der Leck), Tochter des Vincent oder Hendrik von Allendorf (Drost von Bedbur) und Anna Walburga, Gräfin von Neuenahr und 1578–1600 Regentin über die Grafschaft Moers. Nach dem Tod der Anna Walburga von Neuenahr (1600) erbte Prinz Moritz von Oranien-Nassau die Stadt Moers als Belohnung für die Vertreibung der spanischen Besatzer aus der Stadt während der Belagerung von Moers (1597).

Christoffel und Magdalena hatten folgende Nachkommen:

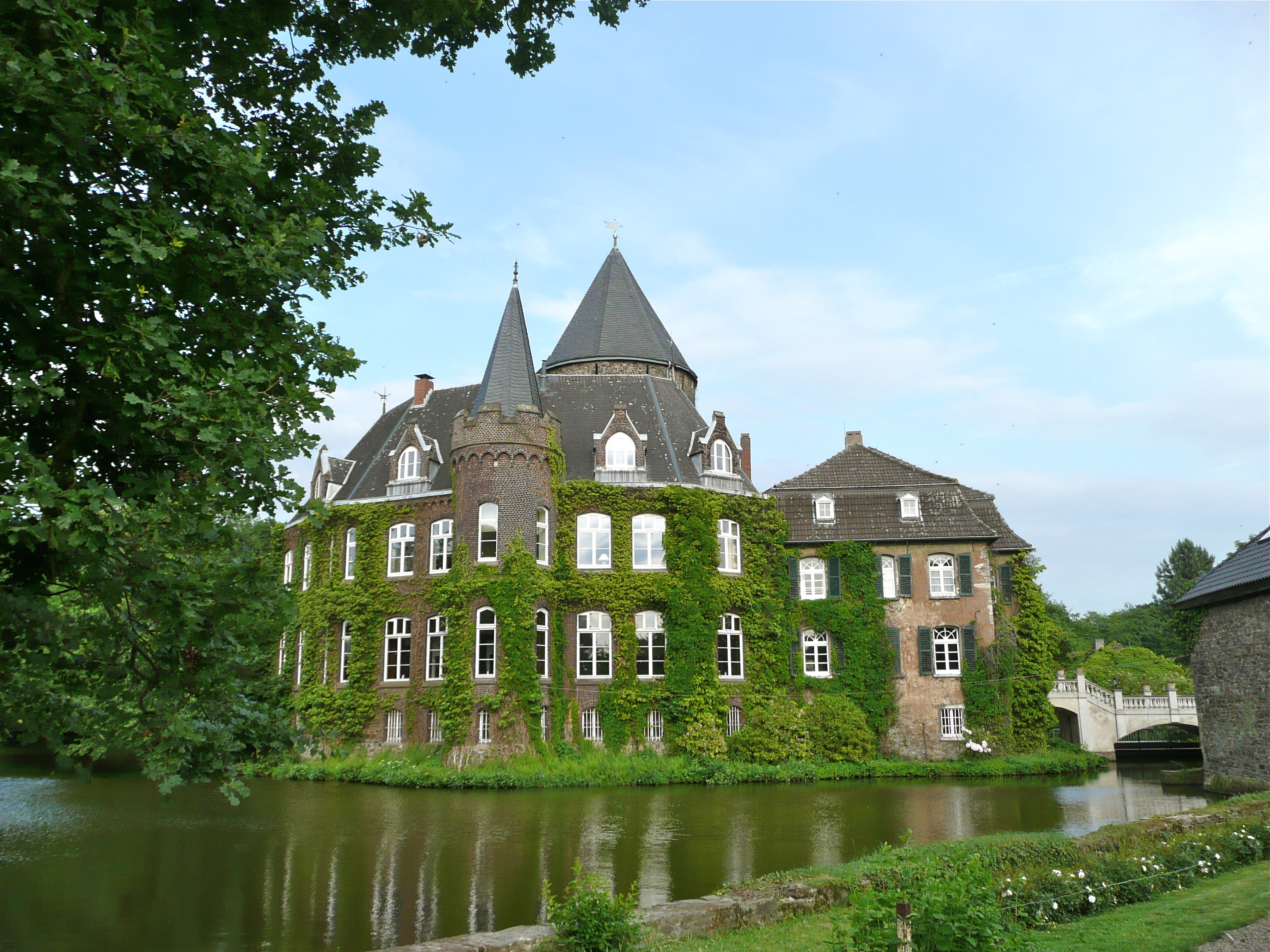
Schloss Linnep

- Maurits van IJsselstein (1585–1652) Schloss Linnep Er lebte mit seiner Familie im Schloss Linnep; ⚭ Caspara von Düngeln

1. Vincent Schott von Isselstein zu Linnep, brandenburgischer Oberst
2. Willem Christoffel von Isselstein zu Linnep († vor 1665)
3. Maurits Lodewijk von Isselstein zu Linnep
4. Ludwig von Isselstein zu Linnep
5. Ida Elisabeth von Isselstein zu Linnep († 1712)
6. Magdalena Walburga von Isselstein zu Linnep; ⚭ 18. Januar 1690, zu Rheda, Theodorus Christianus Schaef
7. Josina Maria von Isselstein zu Linnep
8. Catharina von Isselstein zu Linnep
- Walburga von Isselstein (* 1588, † vor 1660); ⚭ 1611 Johann Friederich von Loë († 12. April 1656 Bochum)[4][5].
- Vincent von Isselstein († Orsoy, 1. Januar 1656), Oberst im 30-jährigen Krieg und Gouverneur von Orsoy.
- Philip Ernst von Isselstein, Falkenmeister von Kurfürst Johann Sigismund von Brandenburg.
- Reinier von Isselstein